# 海邦戈
海邦戈（法語：Haïbongo），是馬里的城鎮，位於該國中部，由通布圖區的迪雷省負責管轄，面積240平方公里，海拔高度281米，2009年人口14,247，人口密度每平方公里59人。